# Max Mabillard
Max Mabillard (* 18. Mai 1945  in Grimisuat; † Februar 2001 in Sigean) war ein Schweizer Investigativ- und Wirtschaftsjournalist.

## Leben

### Herkunft und Ausbildung
Er kam als Sohn von Gérard Mabillard (1922–1989) zur Welt, der ebenfalls journalistisch tätig und Mitglied im Walliser Presseverein war. Nachdem er am Lycée-collège de la Planta in Sitten seine Matura abgelegt hatte, studierte er an der Universität Lausanne Rechtswissenschaft.

### Berufsleben
Mabillard begann seine journalistische Karriere beim Tribune de Genève, wo er zum Leiter des Wirtschaftsressort aufstieg. Mitte der 1970er Jahre recherchierte er mit seinem jungen Kollegen Roger de Weck zu verdeckten Geldflüssen und Spekulationsverlusten in der Chiassoer Filiale der Schweizerischen Kreditanstalt und deckte dabei einen umfassenden Finanzskandal auf. Ihre Ergebnisse veröffentlichten die beiden Journalisten anschliessend in einem Buch.
Anfang der 1980er Jahre wechselte Mabillard – ebenfalls als Ressortchef für Wirtschaft – zu L’Hebdo. Darüber hinaus schrieb er auch für Valais Demain, Etat du monde, Panorama  und Le Matin. 1989 gründete er mit dem monatlich bei Edipresse erscheinenden Wirtschaftsmagazin Bilan den französischsprachigen Ableger der Bilanz. Er leitete die Zeitschrift zehn Jahre lang als Chefredakteur. Im Oktober 2000 gehörte Mabillard zu den Gründern der im Verlagshaus Agefi herausgegebenen, frankophonen Monatszeitschrift futur(e)s, die sich mit der New Economy und Hightech beschäftigte. Nach nur einem Jahr wurde das Magazin allerdings bereits wieder eingestellt. 
Bereits kurz nach seinem Engagement für futur(e)s setzte sich Mabillard noch im Oktober 2000 im Südwesten Frankreichs zur Ruhe. Er starb im Februar 2001 nach kurzer Krankheit in Sigean.

## Werke
- Mabillard, Max / de Weck, Roger: Scandale au Credit Suisse. Tribune Editions, Genf, 1977.

- Deutsche Ausgabe: Der Fall Chiasso. Tribune Editions, Genf, 1977.

- Mabillard, Max / Pauchard, Pierre / von Burg, Dominique: Le Valais malade de la „savrose“. Tribune Editions, Genf, 1978.